# رافائل ادرهو
رافائل ادرهو (به انگلیسی: Raphael Edereho؛ زادهٔ ۲۱ مارس ۱۹۸۳) بازیکن سابق و مربی فوتبال اهل نیجریه است.